# Kujō Tadanori
Kujō Tadanori (九条忠教, [[[1248]] - 1332] Erro: {{japonês}}: texto da transliteração contém caractere não latino (pos 19) (ajuda)) foi um kuge (membro da corte japonês de classe alta) que viveu no final do Período Kamakura. Era membro da ramo Kujō do clã Fujiwara e filho do regente Kujō Tadaie.
Tadanori entrou na corte imperial em 1257 com  a classificação de Jugoi (funcionário da Corte de quinto escalão júnior), sua classificação subiu em 1259 para shōgoi (funcionário da Corte de quinto escalão pleno), em 1260 sua classificação foi novamente promovida para Jushii (funcionário da Corte de quarto escalão júnior), passando a servir como  Jijū (Moço de câmara). Em 1261, Tadanori é classificado como shōshii (funcionário de quarto escalão pleno). Em 1262 foi promovido para Jusanmi (funcionário da Corte de terceiro escalão júnior), em 1263 novamente é promovido para Shōsanmi (terceiro escalão pleno). No período entre 1266 e 1268 foi nomeado gonsuke (vice-governador) da província de Omi, mais tarde em 1269 é promovido à classificação Junii (segundo escalão júnior) e em 1271 a Shōnii (segundo escalão pleno). Em 1273, Tadanori foi nomeado Chūnagon e em 1274 promovido a Dainagon.
Em 1276 foi nomeado Udaijin cargo que ocupa até 1288, quando foi promovido a Sadaijin. Em 1279 Tadanori foi promovido à classificação Juichii (primeiro escalão júnior) e em 1291 foi nomeado Kanpaku (regente) do Imperador Fushimi até 1293, Durante esse período foi nomeado líder do clã Fujiwara.
Em 1309 abandonou sua vida como membro da corte e se tornou um monge budista (shukke) tomando o nome de Enna (円 阿). Foram seus filhos os regentes Kujō Moronori e Kujō Fusazane.
| Precedido por Kujō Tadaie   | -- 7º Líder dos Kujō Fujiwara (1275 - 1293) | Sucedido por Kujō Moronori        |
| Precedido por Nijō Morotada | 111º Udaijin (1288 - 1292)                  | Sucedido por Takatsukasa Kanetada |
| Precedido por Nijō Morotada | 73º Sadaijin (1288 - 1292)                  | Sucedido por Konoe Iemoto         |
| Precedido por Konoe Iemoto  | Kanpaku (1291 - 1293)                       | Sucedido por Konoe Iemoto         |